# Аґенор Ґолуховський (намісник)
Аґенор Ромуальд Онуфрій Ґолуховський, Аґенор Ґолуховський старший (іноді Ґолуховский; пол. Agenor Romuald Onufry hrabia Gołuchowski; 8 лютого 1812, Скала-Подільська, нині Чортківський район, Тернопільська область — 3 серпня 1875, Львів, похований у Скалі-Подільській) — граф, польський аристократ гербу Леліва, 1-й ординат на Скалі, представник впливової польської галицької родини Ґолуховських.
Впливовий консервативний політик Австрійської й Австро-Угорської імперій. Попри польське походження, займав низку важливих урядових посад, зокрема: міністр внутрішніх справ (1859—1861), намісник цісаря в Галичині (1849—1859, перший очільник Королівства Галичини та Володимирії, який мав титул «намісника» — перед тим були «губернатори»; 1866—1868, 1871—1875); державний міністр (1860).
Почесний громадянин Тернополя (перший; звання надане владою; 1866) та ще 41-го галицького міста.
Проводив політику спольщення у Східній Галичні, переводив на польську мову всі освітні та офіційні документи у Королівстві Галичини і Володимирії, був по суті українофобом.

## Життєпис
Аґенор Ґолуховський походив з родини дрібного шляхтича. Син зем'янина Войцеха Ґолуховського (1772—1840), який отримав графський титул від Габсбургів, і його дружини Зофії Чиж (1785—1846), молодший брат генерала Артура Ґолуховського.
Навчався у гімназії в Тернополі (до 1829). Пізніше — на правничому факультеті Львівського університету, де у 1839 (1836) році здобув ступінь доктора права.

## Політична та громадська діяльність
Аґенор Ґолуховський, на відміну від старшого брата Артура, завжди був лояльним до австрійської влади, виступав проти підпільної боротьби польської шляхти за незалежність від Австрійської імперії. Незважаючи на такий консервативний підхід, послідовно проводив політику боротьби із засиллям німецької бюрократії, поступового реформування державного устрою імперії та розширення повноважень регіональних органів влади. Аґенор Ґолуховський брав активну участь у підготовці закону про знесення панщини. На посаді намісника систематично проводив політику на впровадження навчання в школах українською та польською мовами й поступового витіснення німецької мови з органів місцевого управління. Активно відстоював інтереси дрібної та середньої польської шляхти, зокрема, активно сприяв впровадженню закону про викуп пропінації у 1875 році.
Активно сприяв створенню Львівської політехніки та Академії мистецтв у Кракові.
Незважаючи на проведення державної політики на зміцнення позицій польської спільноти в Галичині, піддавався нищівній критиці з боку радикальних шовіністичних кіл польської громади як за життя, так і після смерті.
На знак заслуг перед польськомовною Галичиною у Львові навпроти крайового сейму в нинішньому парку імені Івана Франка було встановлено пам'ятник Аґенору Ґолуховському, який було знищено радянською владою у листопаді 1947 року.
Намагався ввести латинську азбуку в українське письмо в 1859 р. Рішення було скасоване 1861 р. після протестів Івана Борисикевича, Рудольфа Моха, Михайла Куземського, Івана Федоровича, Григорія Шашкевича, підтриманих Павелом Йозефом Шафариком та Францом Міклошичем.
Деколи стверджують, що Аґенор Ґолуховський був першим очільником Королівства Галичини та Володимирії слов'янського походження. Насправді ж його попередником був губернатор Галичини поляк Вацлав Залеський (1848).

## Родина
Аґенор Ґолуховський 1848 року одружився з Марією Кароліною Баворовською, донька Адама, з впливового шляхетного роду Галичини, і мав з нею шестеро дітей, чотирьох синів та двох доньок:
- Аґенор Марія (1849—1921) — граф, 2-й ординат на Скалі, політичний діяч Австро-Угорщини.
- Софія (Зофія) (нар.1850 — ?) — графиня: 1-й чоловік — граф Станіслав Лось, 2-й чоловік — граф Генрик Старженський.
- Станіслав Марія (1853—1874) — граф.
- Марія Гелена (1854—1930) — графиня, в шлюбі з графом Казимиром Дрогойовським.
- Адам Марія (1855—1914) — граф, політичний діяч Австро-Угорщини.
- Юзеф Марія (1861—1917) — граф, одружений з Б'янкою Даум ад Ердод-Палффі, в шлюбі мали одну доньку.

## Нагороди і відзнаки
- Великий хрест Королівського угорського ордена Святого Стефана (1860, № 952)[7]
- Орден Залізної Корони I класу (Австро-Угорщина)
- Орден Святого Олександра Невського (Російська імперія)
- Орден Святого Станіслава I класу (Російська імперія)
- Почесний кавалер Мальтійського ордену[8].